# امبلساید
latitudeامبلسایدlongitudeامبلساید
امبلساید (به انگلیسی: Ambleside) یک شهرک در بریتانیا است که در انگلستان واقع شده‌است.

## خصوصیات
امبلساید ۲٬۶۰۰ نفر جمعیت دارد.